# NGC 7724
NGC 7724 este o galaxie situată în constelația Vărsătorul. A fost descoperită în 23 septembrie 1873 de către Édouard Stephan⁠(d). Se află la o distanță de 26,03 de megaparseci de Pământ.